# Bolma millegranosa
Bolma millegranosa is een slakkensoort uit de familie van de Turbinidae. De wetenschappelijke naam van de soort is voor het eerst geldig gepubliceerd in 1958 door Kuroda & Habe in Habe.